# Daphne Jongejans
Daphne Cérès Jongejans (Amstelveen, 22 juni 1965) is een voormalig internationaal schoonspringster uit Nederland en de zus van schoonspringer Edwin Jongejans. Ze nam driemaal deel aan de Olympische Spelen, maar won hierbij geen medailles.

## Levensloop
Als zusje van Edwin begon ze ook met schoonspringen bij de A.Z. & P.C. (Amstelveense Zwem & Poloclub) De Futen. Later richtte hun moeder een speciale schoonspringvereniging op onder de naam Saltor.

## Nederlands kampioen 3 meterplank
- 1980 Daphne Jongejans, Saltor
- 1981 Daphne Jongejans, Randstad
- 1982 Daphne Jongejans, Randstad
- 1983 Daphne Jongejans, Randstad
- 1984 Daphne Jongejans, Morgenstond
- 1990 Daphne Jongejans, Saltor

## Palmares

### 3 meterplank
- 1984: 10e Olympische Spelen - 437.400 punten
- 1986: Wereldkampioenschappen - 4e plaats
- 1988: 8e Olympische Spelen - 465.450 punten
- 1992: 12e Olympische Spelen - 277.290 punten (niet geplaatst voor de finale)